# 季刊リメンバー
『季刊リメンバー』（きかんリメンバー）は、かつて存在した日本の音楽雑誌である。邦楽系廃盤レコードをテーマとした。

## 略歴・概要
1982年（昭和57年）、高護が創刊した。編集・発行元は「SFC音楽出版」であった。編集は高、執筆は高のほか、黒沢進、篠原章ら。「SFC」とは、「参宮橋フレデリッククラブ」の略である。
1986年（昭和61年）2月3日、「SFC音楽出版株式会社」（現ウルトラ・ヴァイヴ）を設立、編集・発行元を株式会社化した。
1987年（昭和62年）9月1日、「第16号」をもって休刊する。

## ビブリオグラフィ

### 本誌
1. 1982年刊 創刊号、編高護、SFC音楽出版、B5判
2. 1983年?刊 第2号、編高護、SFC音楽出版、B5判
3. 1983年?刊 第3号、編高護、SFC音楽出版、B5判
4. 1983年?刊 第4号、編高護、SFC音楽出版、B5判
5. 1984年?刊 第5号、編高護、SFC音楽出版、B5判
6. 1984年刊 第6号、編高護、SFC音楽出版、B5判、65ページ
7. 1984年?刊 第7号、編高護、SFC音楽出版、B5判
8. 1985年?刊 第8号、編高護、SFC音楽出版、B5判
9. 1985年?刊 第9号、編高護、SFC音楽出版、B5判
10. 1985年刊 第10号、編高護、SFC音楽出版、B5判
11. 1986年刊 第11号、編高護、SFC音楽出版、B5判、60ページ
12. 1986年刊 第12号、編高護、SFC音楽出版、B5判、60ページ
13. 1986年刊 第13号、編高護、SFC音楽出版、B5判
14. 1986年12月25日刊 第14号、編高護、SFC音楽出版、B5判
15. 1987年4月1日刊 第15号、編高護、SFC音楽出版、B5判 - 5周年記念号
16. 1987年9月1日刊 第16号、編高護、SFC音楽出版、B5判84ページ

## 関連事項
- 高護
- 黒澤進
- 篠原章
- グループ・サウンズ
- よい子の歌謡曲

## 註
1. ↑  #外部リンク内のウルトラ・ヴァイヴ公式サイト「ULTRA-VYBE」リンク先の記述を参照。